# 팍스 (신화)

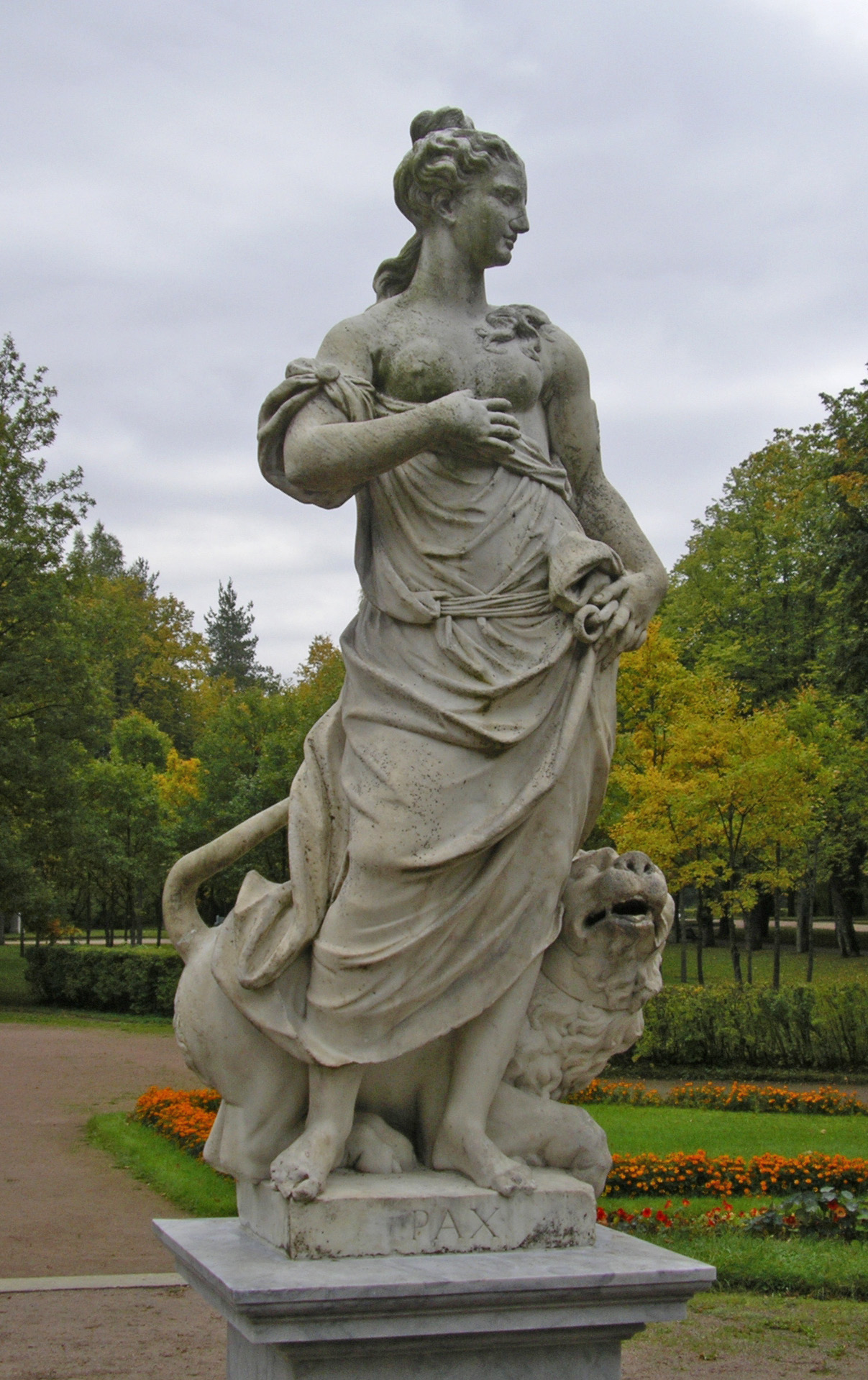
팍스

팍스(Pax)는 로마 신화에 등장하는 평화의 여신이다. 그리스 신화의 에이레네와 같은 여신이다.

## 같이 보기
- 의인관
- 에이레네
- 평화